# Rumble fish
「rumble fish」（ランブル・フィッシュ）は、日本のロックバンド・Do As Infinityの5作目のシングル。

## 概要
- 前作「Yesterday & Today」から約6ヶ月ぶりのシングル。
- 表題曲は藤原竜也主演の映画『仮面学園』の主題歌に使用された。映画のタイアップは前作のカップリング曲「Raven」に続き2作目で、表題曲としては初となった。
- ジャケットは台湾台北市にある高台の廃墟で撮られ、第1期としては唯一の海外ロケとなった[注 1]。
- オリコンチャート初登場20位を獲得。2作連続でのトップ20入りを果たした。

## 収録曲
1. rumble fish [4:08]
作詞・作曲：D・A・I
編曲：D・A・I、亀田誠治
作詞は伴都美子、作曲は長尾大[注 2]。
2. My wish - My life [4:45]
作詞・作曲：D・A・I
編曲：D・A・I、亀田誠治
3. SUMMER DAYS [3:54]
作詞・作曲：D・A・I
編曲：D・A・I、亀田誠治
全編英語詞の楽曲。当初はこの楽曲が表題曲になる予定だったが、諸般の事情で変更となった[注 3]。
4. rumble fish (Instrumental) [4:08]
作曲：D・A・I
編曲：D・A・I、亀田誠治
表題曲のインストゥルメンタルバージョン。
5. My wish - My life (Instrumental) [4:43]
作曲：D・A・I
編曲：D・A・I、亀田誠治
カップリング1曲目のインストゥルメンタルバージョン。
6. SUMMER DAYS (Instrumental) [3:55]
作曲：D・A・I
編曲：D・A・I、亀田誠治
カップリング2曲目のインストゥルメンタルバージョン。
7. Welcome! (Dub's Re-fresh Mix) [6:30]
作詞・作曲：D・A・I
リミックス：Izumi "D.M.X" Miyazaki
1stアルバムの収録曲のリミックスバージョン。

## タイアップ
- 東映配給映画『仮面学園』主題歌 (#1)
- 日本テレビ系列shin-D枠ドラマ『OLポリス』主題歌 (#3)

## 収録アルバム
- NEW WORLD (#1,3)
- Do The Best (#3)
- Do The B-side (#2)
- Do The A-side (#1)
- Do The Best "Great Supporters Selection" (#3)
- 2 of Us [RED] -14 Re:SINGLES- (#1 2 of Us)
- Powers Selection (#3)
- Do The Complete (#1)
- Do The Complete "Great Supporters Selection" (#3)